# La Gazzetta dello Sport

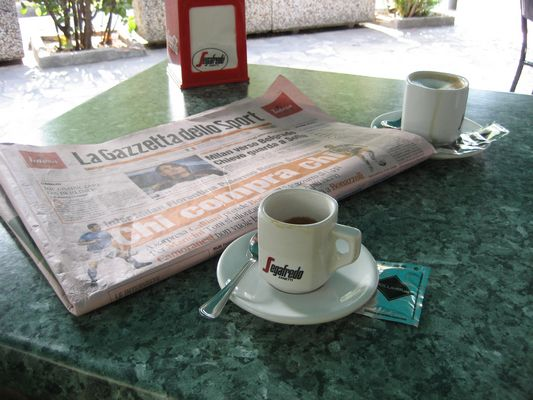
La Gazzetta dello Sport

O La Gazzetta dello Sport é o principal jornal esportivo da Itália, mais concretamente de Milão, tendo como principal característica a cor rosa das suas páginas. Foi fundado em 2 de abril de 1896 e publicado pela primeira vez no dia 3 de abril de 1896.
A tradicional camisa cor-de-rosa do líder do Giro d'Italia deve-se ao patrocínio deste jornal.

## História

### Surgimento e primeiros anos
Fundado em 2 de abril de 1896, pela fusão de dois jornais, o Il Ciclista, também de Milão e o La Tripletta, de Turim, adotou o nome atual em 1897. Começou com edições bissemanais, às segundas-feiras e quartas-feiras, evoluindo depois para trissemanais. A primeira tiragem, em 3 de abril de 1896, teve 20 mil exemplares. Desde 1899 as páginas do jornal são cor-de-rosa, o que irá depois dar origem à cor da camisola do Giro d'Italia.
Nos anos seguintes, ganhou leitores e fez crescer as tiragens, até que, em 1906, o jornal foi comprado por um grupo de investidores, como Giovanni Agnelli (fundador do grupo FIAT, que detém a Juventus) e Edoardo Bianchi, e o Gazzetta foi reestruturado, passando a ser uma empresa, com ações. No ano de 1907, o jornal já registava uma tiragem de cerca de 102 mil exemplares.

### Crescimento
A nova sede, que atualmente continua sendo utilizada, foi construída em 1926. Três anos depois, o tenista Alberto Bonacossa comprou 80% das ações do Gazzetta dello Sport, tornando-se assim dono do jornal. Após a Segunda Guerra Mundial (1939–1945) e a queda do regime fascista de Benito Mussolini, as tiragens conheceram um crescimento considerável. No entanto, a maior subida aconteceu na década de 1980: cerca de 1 200 000 pessoas liam o Gazzetta dello Sport em 1975, o que a fazia a quarta publicação mais lida em Itália. Esse número cresceu em 800 000 pessoas até 1980: à volta de dois milhões de leitores na viragem da década, tornando-se o segundo mais lido a nível nacional e geral (jornais de todos os tipos). Em 1982, alcançou o primeiro posto da lista de jornais mais comprados no país, ano em que se bateu o (na altura) recorde de tiragens, chegando a perto de 1 500 000, depois da Copa do Mundo realizada na Espanha, em que a Seleção Italiana faturou o tricampeonato.

### Anos recentes e atualidade
O Gazzetta dello Sport criou o seu website em 1997, que tem informação diferente da versão em papel e com conteúdos relacionados, principalmente, sobre futebol italiano, mas com conteúdos de outras modalidades desportivas também. Atualmente, tem também a "Radio Gazza" e a "Gazzetta TV". Em 2006, após a conquista do tetra italiano na Copa do Mundo realizada na Alemanha, o Gazzetta dello Sport atingiu 2 302 808 exemplares vendidos.